# Sriharjo
Sriharjo is een bestuurslaag in het regentschap Bantul van de provincie Jogjakarta, Indonesië. Sriharjo telt 8461 inwoners (volkstelling 2010).